# Skövde
Skövde là một thành phố Thụy Điển. Thành phố thuộc hạt Västra Götaland. Đây là thủ phủ của đô thị Skövde, hạt Västra Götaland Thành phố có diện tích km2, dân số là 33.100 người theo điều tra năm 2005 của Cục thống kê Thụy Điển. Đây là thành phố lớn thứ 30 của Thụy Điển. Skövde có cự ly 150 km về phía đông bắc Gothenburg, giữa hai hồ lớn nhất Thụy Điển Vänern và Vättern. Thành phố nằm ở sườn đông của dãy núi thấp Billingen (299 m), cắt qua đồng bằng giữa các hồ.